# Delta Crateris
Delta Crateris (δ Crt, δ Crateris) este o stea din constelația Cupa. Steaua are și un nume tradițional, Labrum. Delta Crateris este o stea gigantă portocalie aparținând clasei spectrale K0, are magnitudinea aparentă 3,56 și se află la 195 de ani lumină depărtare de Sistemul solar. Această stea are raza de 22,44 ± 0,28 ori raza Soarelui și 1–1,4 ori masa Soarelui. Luminozitatea sa este de 171,4 ± 9 ori cea a Soarelui, astfel că temperatura efectivă de 4,408 ± 57 K.